# Análise
Análise (do grego ανάλυσις,  transl. análysis, "dissolução") é o processo de decomposição de uma substância ou tópico complexo em seus diversos elementos constituintes, a fim de se obter uma melhor compreensão sua. A técnica vem sendo aplicada no estudo da matemática e da lógica desde antes de Aristóteles, embora a análise como um conceito formal seja um desenvolvimento relativamente recente; foi utilizada por filósofos como Alhazen, Descartes, Galileu Galilei e Isaac Newton como um método prático para a descoberta de fenômenos físicos.

## Usos em campos específicos

### Artes
- Análise musical. Método do estudo de uma obra musical de maneira a compreender sua gênese, sua arquitetura e suas intenções.

### Computação
- Análise algorítmica. Técnica lógico-matemática de suporte à concepção, projeto e verificação de consistência de algoritmos.
- Análise léxica. A primeira fase de um compilador. Em que é feita a análise de cada caractere inserido no código-fonte, e depois gerados os símbolos léxicos ou tokens.
- Análise sintática de programas. Processo que reconhece a estrutura de uma linguagem de programação.
- Análise semântica. Processo que verifica o sentido ou significado dos programas.
- Análise de sistemas. A ciência que lida com o exame de sistemas de grande porte e/ou multi-interligados, quando em interação com outros sistemas.

### Criptografia
- Criptoanálise. O estudo de métodos para obtenção de informação encriptada.

### Direito
- Análise forense. A análise aplicada ao estudo dos elementos forenses, documentais, testemunhais e outros na dinâmica forense.

### Economia/Contabilidade
- Análise contábil. A que se ocupa das contas de dada empresa sob o aspecto patrimonial e econômico, demonstrado nas demonstrações contábeis.
- Análise financeira. A que se ocupa das contas de dada empresa, lato sensu, sob o aspecto das finanças, ou seja, do dinheiro envolvido.
- Análise fundamentalista. A análise da situação financeira, econômica e mercadológica de uma empresa e suas expectativas e projeções para o futuro.
- Análise de composição de custo. A que relaciona o custo de um determinado produto ou serviço nas suas diferentes componentes; esta análise permite previsões de preços.
- Análise Econômica de Sistemas de Informações. Estuda as relações econômicas dos sistemas de informações na informática.

### Engenharia
- Análise dimensional. Uma ferramenta conceitual que permite compreender as situações físicas advindas da utilização de diferentes espécies de grandezas físicas e suas unidades.

### Filosofia
- Análise (filosofia). Método da filosofia.
- Filosofia analítica. Corrente da filosofia.
- Método analítico. Criado pelo fisósofo e matemático Descartes.

### Lingüística
- Análise do discurso. Determinada prática e campo da lingüística e da comunicação especializado em analisar construções ideológicas presentes num texto.
- Análise semântica. É a análise do sentido, ou do significado de estruturas lingüísticas.

### Matemática
- Análise complexa. Ramo dedicado ao estudo do corpo dos números complexos.
- Análise funcional. Parte da matemática aplicada ao estudo do comportamento das funções.
- Análise harmônica. Estudo que se ocupa da composição de funções a partir das componentes harmônicas.
- Análise matemática. Nome genérico dado a qualquer e todo ramo da análise aplicada à Matemática em si ou aos sistemas matemáticos.
- Análise numérica. O estudo de algoritimos e técnicas de cálculo numérico aplicados aos prolbemas de matemática contínua.
- Análise real. Tipo de análise que lida com o corpo dos números reais.

### Psicologia
- Análise psíquica (Psicanálise). Conjunto de técnicas psicoterápicas que visam elucidar as conexões entre componentes inconscientes no processo mental do paciente, com a finalidade de alcançar a sua cura.
- Análise transacional. Conjunto de técnicas desenvolvidas por Eric Berne, para estudo das transações intra-psíquicas e inter-psíquicas.
- Em linguagem coloquial o termo análise é usado em lugar de psicanálise (ou mesmo de psicoterapia), por antonomásia (por exemplo quando se diz que alguém "faz análise", isto á, alguém frequenta um psicanalista). No entanto em psicologia análise é usada em muitos outros contextos, como em análise do problema em terapia cognitivo-comportamental ou em psicodiagnóstico. Nesses casos, a palavra possui o significado original, descrito na introdução deste artigo.

### Química
- Análise química: conjunto de métodos e técnicas de análise da química analítica, entre as quais:
  - Análise qualitativa. Parte da química analítica que se ocupa da descoberta das qualidades de componentes químicos de uma amostra.
  - Análise quantitativa. Parte da química analítica que se ocupa da descoberta das quantidades (teores) dos componentes químicos de uma amostra, utilizando-se para tanto metodologias clássicas de determinações.
  - Análise instrumental. Parte da química analítica que se ocupa da determinação quantitativa de amostras químicas, utilizando metodologias mais avançadas de medição como a espectrofotometria, cromatografia, potenciometria, coulometria, etc.
- Reação de análise. Tipo de reação em que há a decomposição de uma substância química em outras substâncias de tamanho menor que a inicial.